# Anton Moho

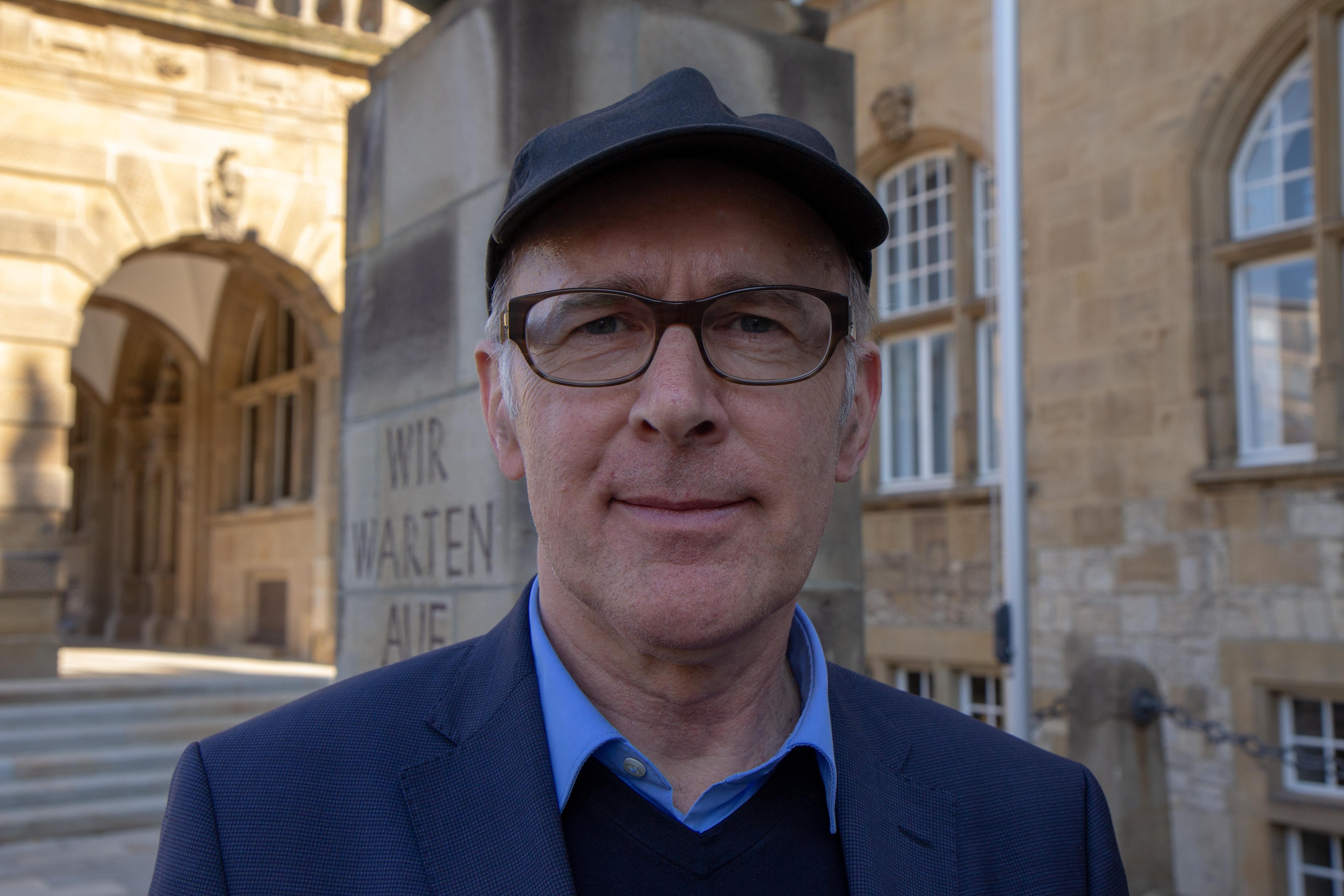
Anton Moho (2018)

Anton Moho ist ein deutscher Filmproduzent.

## Leben
Anton Moho arbeitet als Produzent für das Produktionsunternehmen Warner Bros. International Television Production (bis Mai 2015: Eyeworks), für das er unter anderem die ZDF-Krimiserie Wilsberg und seit 2014 auch die Fernsehreihe Friesland verantwortet.

## Filmografie (Auswahl)

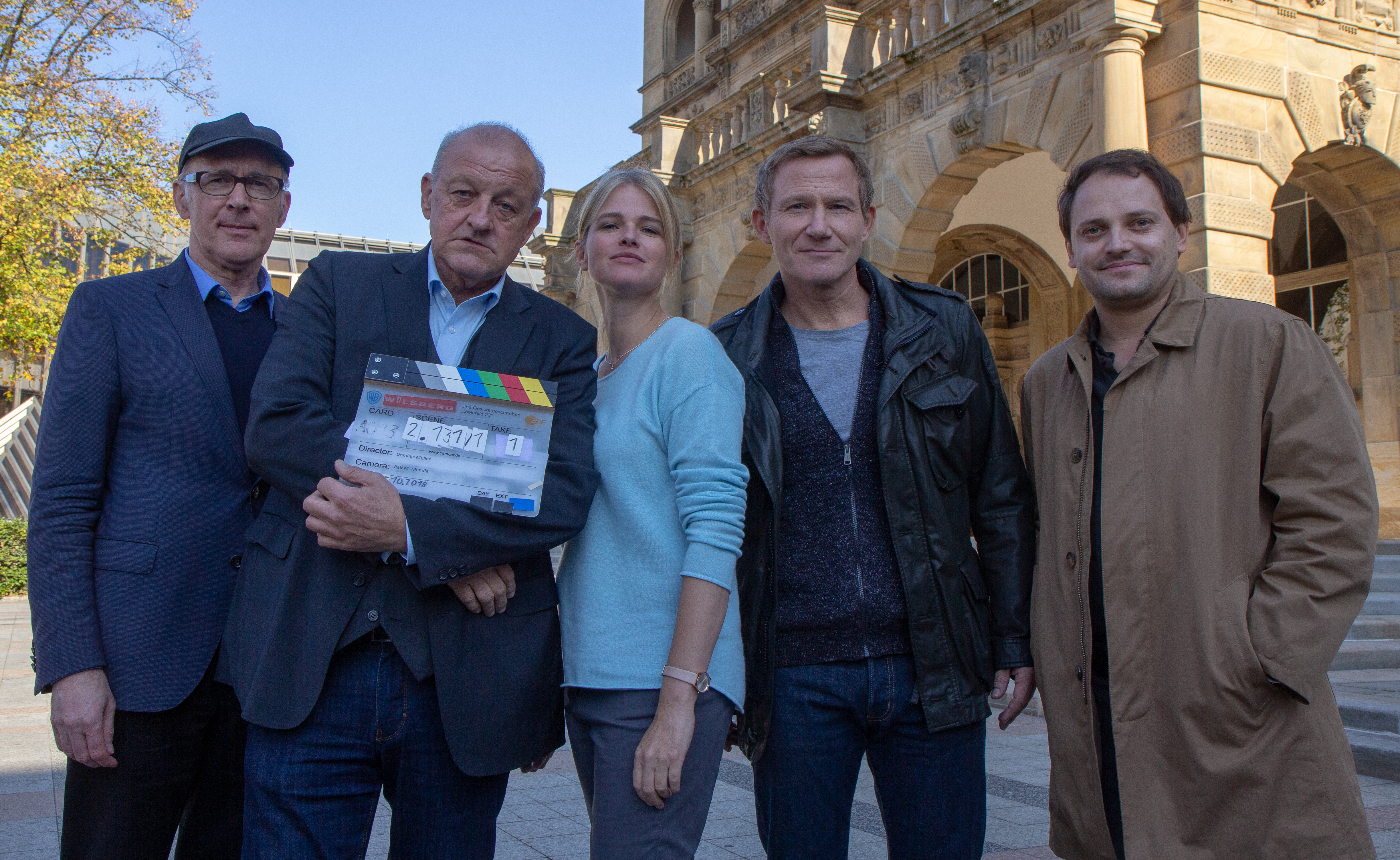
Anton Moho am Set von Wilsberg mit Leonhard Landsink, Mira Bartuscheck, Roland Jankowsky, Stefan Haschke

- 1987: Eis am Stiel 7 – Verliebte Jungs
- 1995–: Wilsberg
- 2000: Die Abzocker – Eine eiskalte Affäre (The Hustle)
- 2000: 20.13 – Mord im Blitzlicht
- 2006: Nicht ohne meine Schwiegereltern
- 2008: Alter vor Schönheit
- 2009: Der Stinkstiefel
- 2014–: Friesland